# Epeolus alpinus
Espèce
Statut de conservation UICN

 LC  : Préoccupation mineure
Epeolus alpinus est une espèce d'abeille de la famille des Apidae. Elle est présente en Europe. Elle est cléptoparasite, la femelle pond ses œufs dans le nid d'autre abeilles. Elle parasite notamment les espèces Colletes impunctatus et Colletes floralis.